# Nemzetközi antidiéta nap

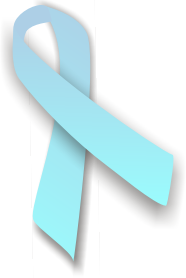
A Nemzetközi antidiéta nap szimbóluma, a világoskék szalag

A Nemzetközi antidiéta nap a testünk elfogadásának ünnepnapja, ideértve a kövérséget és a test alakjának sokszínűségét is. Ugyancsak ezt a napot szentelték az egészséges életmód és a sport népszerűsítésének. Az amerikai népegészségügyi intézet, az Institute of Medicine rámutat a túlzásba vitt diéta veszélyeire; illetve arra, hogy azok közül, akik a teljes fogyókúrás program alatt leadják a testsúlyuknak kb. 10 százalékát, azoknak kétharmada egy éven belül – és csaknem az összes  öt éven belül – visszanyeri azt. 
Az első Nemzetközi antidiéta napot 1992‑ben ünnepelték az Egyesült Királyságban. Feminista csoportok tovább folytatták az ünnepet más országokban is, különösen az Egyesült Államokban, Kanadában, Ausztráliában, Új Zélandon, Indiában, Izraelben, Dániában és Brazíliában.
1998 óta az International Size Acceptance Association (ISAA) és a National Organization for Women (NOW) nemzeti nőszövetség szponzorálnak hasonló napokat. A Nemzetközi antidiéta napot május 6‑án ünneplik és világoskék szalaggal szimbolizálják.

## Fordítás
- Ez a szócikk részben vagy egészben  az   International No Diet Day című angol Wikipédia-szócikk ezen változatának fordításán alapul.  Az eredeti cikk szerkesztőit annak laptörténete sorolja fel. Ez a jelzés csupán a megfogalmazás eredetét és a szerzői jogokat jelzi, nem szolgál a cikkben szereplő információk forrásmegjelöléseként.